# Tom Odell

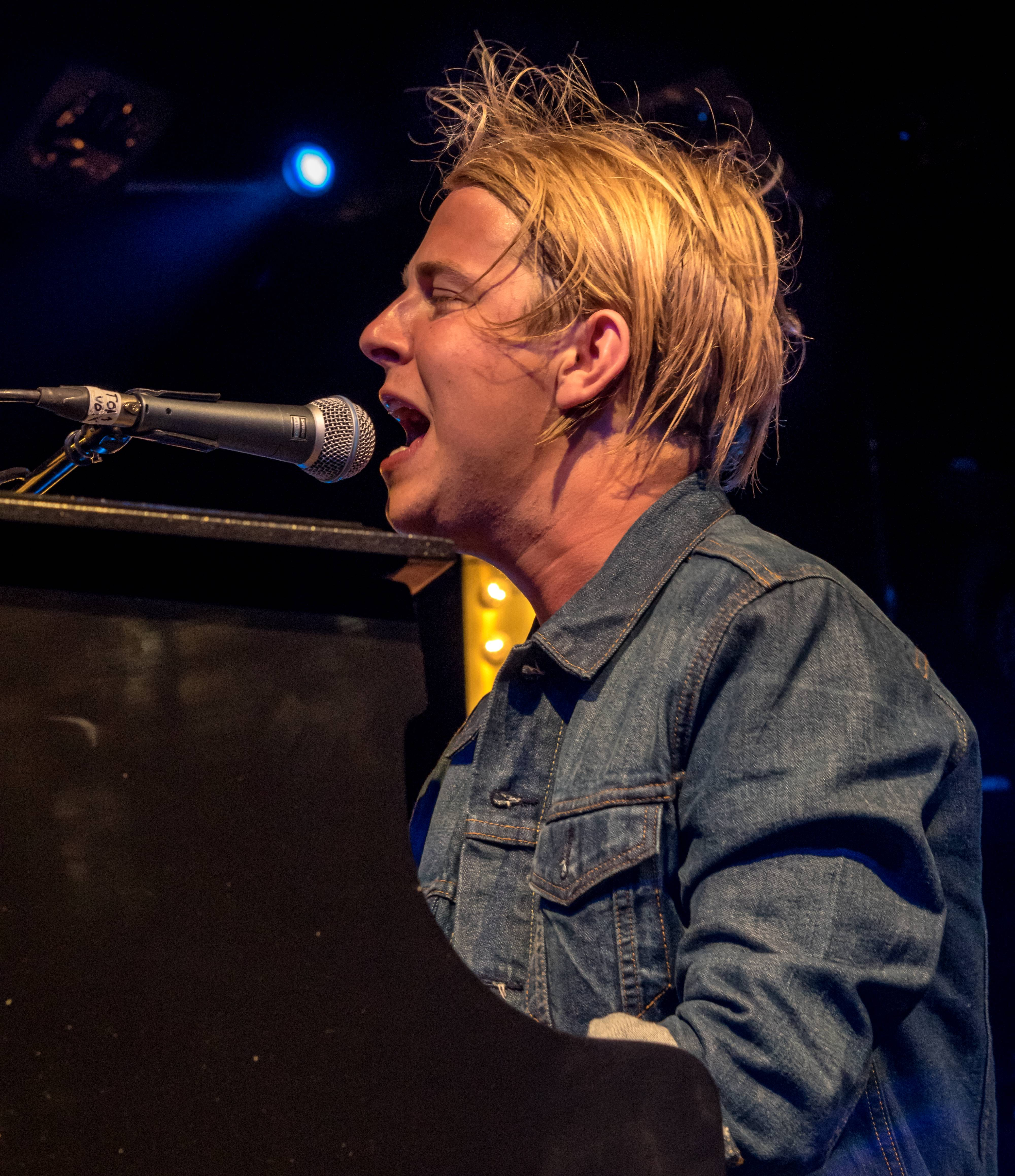
Zelt-Musik-Festival 2015 Freiburg, Duitsland

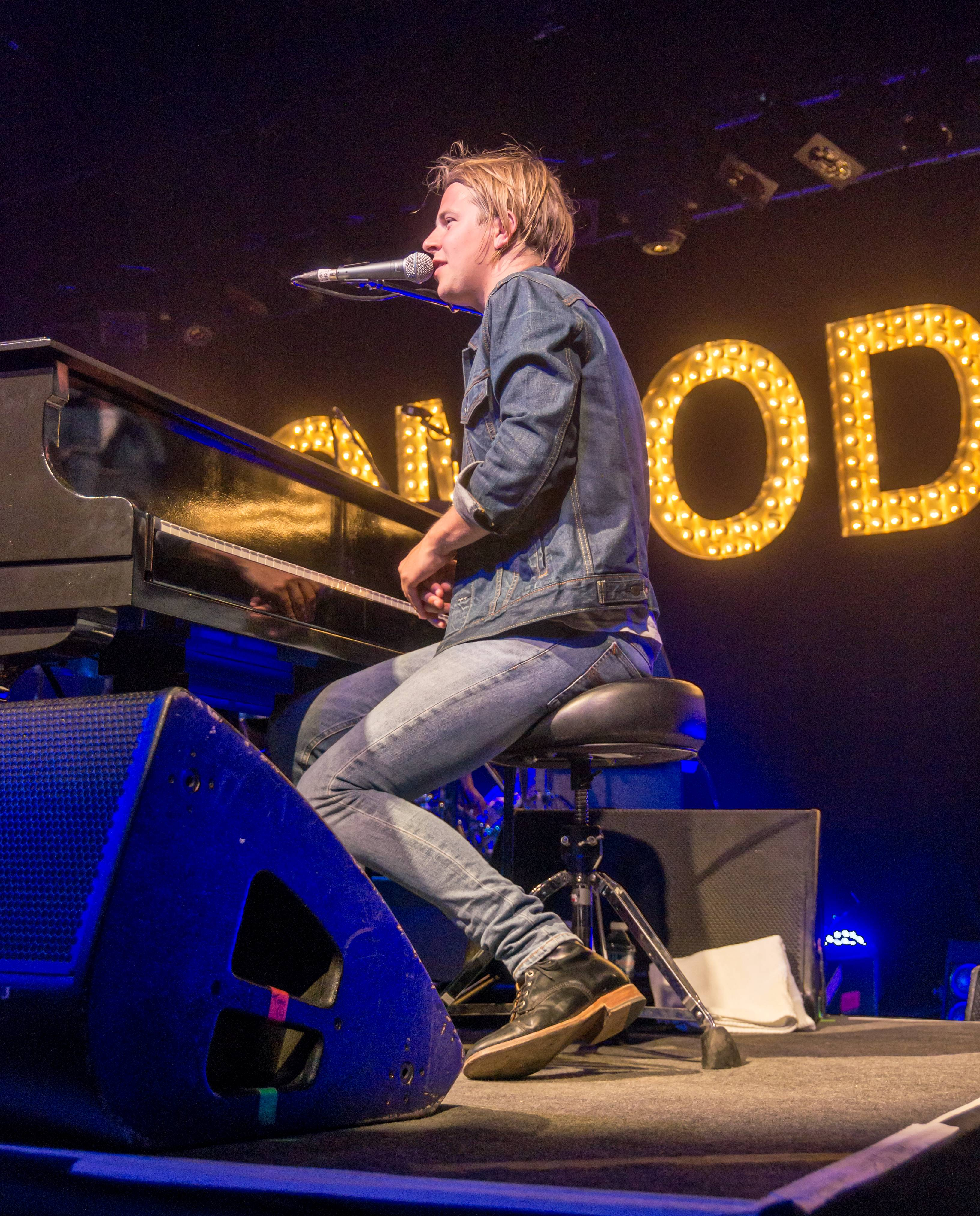
Zelt-Musik-Festival 2015 Freiburg, Duitsland

Thomas Peter Odell (Chichester, 24 november 1990) is een Britse singer-songwriter. Hij heeft een contract met Columbia Records en zijn debuutalbum Long Way Down kwam uit op 24 juni 2013.

## Jeugd
Tom Odell is geboren in Chichester, West Sussex. Zijn vader is piloot, zijn moeder onderwijzer en hij heeft een oudere zus. Door zijn vaders baan heeft hij een deel van zijn jeugd in Nieuw-Zeeland doorgebracht. Hij ging naar school op het Seaford College in East Lavington. Tom Odell begon met piano spelen door zijn beide oma's. Hij volgde klassieke piano tot zijn 12de. Toen hij 13 jaar oud was begon hij eigen liedjes te schrijven maar hield dit voor zichzelf, omdat hij dacht dat dit niet stoer was.
In 2008 liet hij het plan varen om te gaan studeren aan de universiteit van York en probeerde binnen te geraken in het conservatorium van Liverpool. Op nachtelijke open podia leerde hij wat voor liedjes aanslaan. In 2009 werd hij aan de deur gezet als barman en keerde terug naar Chichester. Met de auto van zijn oma reed hij regelmatig naar Londen om op te treden. Hij ging studeren aan het Instituut voor Moderne Muziek in Brighton en speelde er in de band Tom and the Tides. In 2010 verhuisde hij naar Londen en besloot om solo verder te gaan.

## Carrière
Odell maakte zijn televisiedebuut bij Later with Jools Holland op 30 november 2012. Zijn eerste ep, Songs from Another Love, kwam op 15 oktober 2012 uit. Ruim twee maanden later werd bekendgemaakt dat Odell genomineerd was voor de Critics' Choice award van de Brit Awards. Op 20 februari 2013 werd bekend dat Odell de prijs gewonnen had.
In 2012 stond Tom Odell in het 'glazen huis' tijdens 3FM Serious Request. Zijn single 'Another Love' werd zowel Megahit op 3FM als Alarmschijf op Radio 538. Op 21 mei 2013 stond Tom Odell in een uitverkocht Paradiso. In juni 2016 kwam zijn tweede album uit getiteld Wrong Crowd. 2018 kwam Jubilee Road uit.

## Invloeden
Zelf noemt Tom Odell Elton John zijn grootste inspirator en vermeldt ook David Bowie, Jeff Buckley, Arthur Russell, Billy Joel, Bob Dylan, Randy Newman, Bruce Springsteen, Leonard Cohen en Tom Waits. Hij is fan van Arcade Fire, Adele, London Grammar, James Blake, Cat Power, Blur, Beach House, Radiohead, Coldplay en Ben Folds.
De teksten komen voort uit het feit dat hij "niet langer dan zes maanden kan samenblijven met iemand. Ik schrijf veel betere liedjes als ik eerlijk ben over wat ik meemaak. Het is vreemd als vrienden of lieven ontdekken als het over hen gaat, maar ik kom ermee weg."
Zijn album 'Wrong Crowd' gaat over 'ergens bij horen'. "Als een songwriter voel je je altijd een soort buitenstaander. Doordat ik vaak onderweg ben voel ik me overal te gast. Ik denk dat daar de vraag vandaan komt: waar hoor ik bij?"
In 2018 kwam Tom's album 'Jubilee Road' uit. Dit album is geïnspireerd op de straat waar hij als kind woonde. Ondanks dat de werkelijke naam van deze straat niet Jubilee Road is, heeft Tom Odell in dit album veel personen en gevoelens uit zijn jeugd verwerkt in het album.

## Trivia
De single 'Heal' is te horen in de Amerikaanse televisieserie Elementary, en in de film 'If I Stay'. Ook in de aftiteling van aflevering 2 uit seizoen 2 van The Blacklist speelt dit nummer. 'Long Way Down' is te horen in 'The Fault In Our Stars'. 'Heal' is ook te horen in twee afleveringen van de Japans-Britse Netflix original serie Giri Haji. 'Best day of my life' is te horen in de vierde aflevering uit seizoen 3 van de Netflix-serie Heartstopper.

## Privé
Odell is sinds november 2023 getrouwd met model Georgie Somerville.

## Discografie

### Albums
| Album               | Verschijnen     | Label         | Hitlijsten | Hitlijsten | Hitlijsten | Hitlijsten | Hitlijsten | Opmerkingen          |
| Album               | Verschijnen     | Label         | BE (VL)    | BE (VL)    | NL         | NL         | GB         | Opmerkingen          |
| Album               | Verschijnen     | Label         | Piek       | Weken      | Piek       | Weken      | Piek       | Opmerkingen          |
| ------------------- | --------------- | ------------- | ---------- | ---------- | ---------- | ---------- | ---------- | -------------------- |
| Long Way Down       | 24 juni 2013    | Columbia      | 5          | 51         | 1 (1wk)    | 135*       | 1 (1wk)    | Platina in Nederland |
| Wrong Crowd         | 10 juni 2016    | Columbia      | 13         | 21         | 9          | 13         | 2          |                      |
| Jubilee Road        | 26 oktober 2018 | Columbia      | 56         | 1          | 30         | 2          | 5          |                      |
| Monsters            | 9 juli 2021     | Columbia      | 195        | 1          | —          | —          | 4          |                      |
| Best Day of My Life | 28 oktober 2022 | UROK, Mtheory | 185        | 1          | —          | —          | 7          |                      |

### Singles
| Lied                                                      | Verschijnen       | Album                              | Hitlijsten | Hitlijsten | Hitlijsten  | Hitlijsten  | Hitlijsten   | Hitlijsten   | Hitlijsten | Opmerkingen                                                       |
| Lied                                                      | Verschijnen       | Album                              | BE (VL)    | BE (VL)    | NL (Top 40) | NL (Top 40) | NL (Top 100) | NL (Top 100) | GB         | Opmerkingen                                                       |
| Lied                                                      | Verschijnen       | Album                              | Piek       | Weken      | Piek        | Weken       | Piek         | Weken        | Piek       | Opmerkingen                                                       |
| --------------------------------------------------------- | ----------------- | ---------------------------------- | ---------- | ---------- | ----------- | ----------- | ------------ | ------------ | ---------- | ----------------------------------------------------------------- |
| Another Love                                              | 15 oktober 2012   | Long Way Down                      | 1 (2wk)    | 40         | 8           | 26          | 6            | 187*         | 10         | Alarmschijf / 3FM Megahit / Goud in Nederland / Platina in België |
| Can't Pretend                                             | 6 maart 2013      | Long Way Down                      | tip2       | —          | tip19       | —           | —            | —            | 67         |                                                                   |
| Hold Me                                                   | 29 maart 2013     | Long Way Down                      | —          | —          | —           | —           | —            | —            | 44         |                                                                   |
| Grow Old with Me                                          | 13 september 2013 | Long Way Down                      | tip3       | —          | —           | —           | —            | —            | 46         |                                                                   |
| I Know                                                    | 13 januari 2014   | Long Way Down                      | tip20      | —          | —           | —           | —            | —            | 92         |                                                                   |
| Real Love                                                 | 6 november 2014   | Spending All My Christmas with You | tip39      | —          | —           | —           | 83           | 4            | 7          |                                                                   |
| Magnetised                                                | 15 april 2016     | Wrong Crowd                        | tip1       | —          | tip5        | —           | —            | —            | 40         | 3FM Megahit                                                       |
| Concrete                                                  | 2 september 2016  | Wrong Crowd                        | tip        | —          | —           | —           | —            | —            | —          |                                                                   |
| Here I Am                                                 | 30 september 2016 | Wrong Crowd                        | tip8       | —          | —           | —           | —            | —            | —          |                                                                   |
| If You Wanna Love Somebody                                | 14 juni 2018      | Jubilee Road                       | tip        | —          | —           | —           | —            | —            | —          | 3FM Megahit                                                       |
| Summer Day                                                | 5 april 2019      | Moominvalley soundtrack            | tip9       | —          | —           | —           | —            | —            | —          |                                                                   |
| Black Friday                                              | 22 september 2023 | Black Friday                       | 45         | —          | tip20       | —           | 63           | —            | 21         |                                                                   |
| Black Friday (Pretty Like the Sun) (met Lost Frequencies) | 2024              | -                                  | 8          | 2*         | —           | —           | 15           | 2*           | —          |                                                                   |

### NPO Radio 2 Top 2000
| Nummers met noteringen in de NPO Radio 2 Top 2000 | '13 | '14 | '15  | '16  | '17  | '18  | '19  | '20  | '21 | '22 | '23 | '24  |
| ------------------------------------------------- | --- | --- | ---- | ---- | ---- | ---- | ---- | ---- | --- | --- | --- | ---- |
| Another Love                                      | 983 | 316 | 350  | 340  | 355  | 311  | 335  | 300  | 221 | 84  | 67  | 55   |
| Grow Old with Me                                  | -   | -   | 1832 | 1731 | 1874 | 1582 | 1873 | 1988 | -   | -   | -   | 1587 |

1. ↑  Een '-' betekent dat het nummer niet was genoteerd en een vetgedrukt getal geeft de hoogste notering van een nummer aan.
2. ↑  2013 was het eerste jaar met een notering voor Tom Odell.

- Bibsys: 1535375970075
- Bibliothèque nationale de France: cb16732359s (data)
- Gemeinsame Normdatei: 1037934644
- International Standard Name Identifier: 0000 0004 1658 4645
- Library of Congress Control Number: no2014075399
- MusicBrainz: fee6a7fb-80d9-4290-a171-e48f1f20e381
- Nationale Bibliotheek van Tsjechië: osa2014809123
- Nederlandse Thesaurus van Auteursnamen: 364387173
- Virtual International Authority File: 304963830
- WorldCat: E39PBJqw7TcMCpv6wQCB6FRVG3